# Mychajlo Mudryk
Mychajlo Petrovytj Mudryk, född 5 januari 2001, är en ukrainsk fotbollsspelare (ytter) som spelar för Premier League-klubben Chelsea. Han spelar även för Ukrainas landslag.

## Klubbkarriär
Den 15 januari 2023 värvades Mudryk av Chelsea, där han skrev på ett 8,5-årskontrakt. Han debuterade i Premier League den 21 januari 2023 i en 0–0-match mot Liverpool, där han blev inbytt i den 55:e minuten mot Lewis Hall.

## Landslagskarriär
Mudryk debuterade för Ukrainas landslag den 11 maj 2022 i en vänskapsmatch mot det tyska klubblaget Borussia Mönchengladbach.

## Meriter

### Sjachtar Donetsk[4]
- Ukrainska Premier League: 2019/2020
- Ukrainska Supercupen: 2021

### Utmärkelser
- Årets fotbollsspelare i Ukraina: 2022[5]
- Årets spelare i Sjachtar Donetsk: 2021,[6] 2022[7]